# Lista de prêmios e indicações recebidos por Miley Cyrus

## amfAR The Foundation for AIDS Research
| Ano  | Categoria                             | Resultado |
| ---- | ------------------------------------- | --------- |
| 2014 | Melhor Ídolo - Com "Miley Cyrus"      | Vencedora |
| 2015 | Inspiration Award - Com "Miley Cyrus" | Vencedora |

## American Music Awards
| Ano  | Categoria                                            | Resultado |
| ---- | ---------------------------------------------------- | --------- |
| 2009 | Melhor Artista Feminina Pop/Rock - Com "Miley Cyrus" | Indicada  |
| 2009 | Álbum Favorito do Ano - Com "Breakout"               | Indicada  |

## ARIA Awards
| Ano  | Categoria                                             | Resultado |
| ---- | ----------------------------------------------------- | --------- |
| 2008 | ARIA #1 Lugar - Com "Breakout"                        | Vencedora |
| 2013 | ARIA #1 Lugar - Com "Bangerz"                         | Vencedora |
| 2021 | ARIA #1 Lugar - Com "Without You (Remix)"             | Vencedora |
| 2021 | Melhor Lançamento Hip-Hop - Com "Without You (Remix)" | Indicada  |
| 2021 | Single do Ano - Com "Without You (Remix)"             | Indicada  |
| 2023 | ARIA #1 Lugar - Com “Flowers”                         | Vencedora |
| 2023 | ARIA #1 Lugar - Com “Endless Summer Vacation”         | Vencedora |

## ASCAP Pop Music Awards / ASCAP Film and Television Music Awards
| Ano  | Categoria                                               | Resultado |
| ---- | ------------------------------------------------------- | --------- |
| 2010 | Músicas Mais Executadas - Com "The Climb"               | Vencedora |
| 2011 | Melhor Performance Feminina - Com "Miley Cyrus"         | Vencedora |
| 2015 | Most Perfomed Song Com - "Wrecking Ball"                | Vencedora |
| 2015 | Publisher Of The Year Com - "Wrecking Ball"             | Vencedora |
| 2015 | Independent Publisher Of The Year Com - "Wrecking Ball" | Vencedora |

## BAMBI Awards
| Ano  | Categoria                                     | Resultado |
| ---- | --------------------------------------------- | --------- |
| 2013 | Artista POP Internacional - Com "Miley Cyrus" | Vencedora |

## Billboard Awards

### Billboard Music Awards
| Ano  | Categoria                                                            | Resultado |
| ---- | -------------------------------------------------------------------- | --------- |
| 2014 | Melhor Artista - Com "Miley Cyrus"                                   | indicada  |
| 2014 | Melhor Artista Feminina - Com "Miley Cyrus"                          | indicada  |
| 2014 | Melhor Artista do chart ‘Hot 100′ - Com "Miley Cyrus"                | indicada  |
| 2014 | Melhor Artista do chart ‘Digital Songs’ - Com "Miley Cyrus"          | indicada  |
| 2014 | Melhor Artista do chart ‘Social’ - Com "Miley Cyrus"                 | indicada  |
| 2014 | Melhor Artista do chart ‘Streaming’ - Com "Miley Cyrus"              | Vencedora |
| 2014 | Melhor Música do chart ‘Hot 100′ - Com "Wrecking Ball"               | Indicada  |
| 2014 | Melhor Música do chart ‘Streaming (Video)’ - Com "Wrecking Ball"     | Vencedora |
| 2014 | Melhor Música do chart ‘Streaming (Video)’ - Com "We Can't Stop"     | indicada  |
| 2015 | Social 50 - Com "Miley Cyrus"                                        | indicada  |
| 2020 | Top Rock Album - Com "Plastic Hearts"                                | indicada  |
| 2023 | Melhor Música de Rádio - Com “Flowers”                               | Vencedora |
| 2023 | Top Música Billboard Global 200 - Com “Flowers”                      | Vencedora |
| 2023 | Top Música Billboard Global (Exclusivamente nos EUA) - Com “Flowers” | Vencedora |

### Billboard Touring Awards
| Ano  | Categoria                                    | Resultado |
| ---- | -------------------------------------------- | --------- |
| 2009 | Artista Revelação Do Ano - Com "Miley Cyrus" | Vencedora |

### Hot 100 March Madness
| Ano  | Categoria                             | Resultado |
| ---- | ------------------------------------- | --------- |
| 2014 | Top 5 do Hot 100- Com "We Can't Stop" | Indicada  |
| 2014 | Top 5 do Hot 100- Com "Wrecking Ball" | Vencedora |

### Billboard Mid-Year Awards
| Ano  | Categoria                                             | Resultado |
| ---- | ----------------------------------------------------- | --------- |
| 2013 | Melhor Videoclipe - Com "We Can't Stop"               | Vencedora |
| 2013 | Melhor Estilo - Com "Miley Cyrus"                     | Vencedora |
| 2013 | Melhor Retorno ao Mundo da Música - Com "Miley Cyrus" | Vencedora |
| 2014 | Melhor Estilo - Com "Miley Cyrus"                     | Vencedora |

### British LGBT Awards
| Ano  | Categoria                     | Resultado |
| ---- | ----------------------------- | --------- |
| 2014 | Music Icon- Com "Miley Cyrus" | Indicada  |

## BMI Country Awards
| Ano  | Categoria                                   | Resultado |
| ---- | ------------------------------------------- | --------- |
| 2008 | Canção Vencedora - Com Ready, Set, Don't Go | Vencedora |
| 2010 | Canção Vencedora - Com "The Climb"          | Vencedora |

## BMI Hip-Hop/R&B Awards
| Ano  | Categoria                      | Resultado |
| ---- | ------------------------------ | --------- |
| 2015 | Música Mais Popular - Com "23" | Vencedora |

## BMI Pop London Awards
| Ano  | Categoria                               | Resultado |
| ---- | --------------------------------------- | --------- |
| 2011 | Canção Vencedora - Com "Can't Be Tamed" | Vencedora |
| 2013 | Canção Vencedora - Com "Wrecking Ball"  | Vencedora |

## BMI Pop Awards
| Ano  | Categoria                                    | Resultado |
| ---- | -------------------------------------------- | --------- |
| 2009 | Canção Vencedora - Com "See You Again"       | Vencedora |
| 2010 | Canção Vencedora - Com "The Climb"           | Vencedora |
| 2011 | Canção Vencedora - Com "Party in the U.S.A." | Vencedora |
| 2015 | Canção Vencedora - Com "Wrecking Ball"       | Vencedora |
| 2015 | Canção Vencedora - Com "We Can't Stop"       | Vencedora |
| 2018 | Canção Vencedora - Com "Malibu"              | Vencedora |

## BRIT Awards
| Ano  | Categoria                                               | Resultado |
| ---- | ------------------------------------------------------- | --------- |
| 2020 | Música do Ano - Com "Nothing Breaks Like a Heart"       | Indicada  |
| 2021 | Artista Solo Feminina Internacional - Com "Miley Cyrus" | Indicada  |
| 2023 | Artista Internacional do Ano - Com “Miley Cyrus”        | Indicada  |
| 2023 | Música Internacional do Ano - Com “Flowers”             | Vencedora |

## Capricho Awards
| Ano  | Categoria                                             | Resultado |
| ---- | ----------------------------------------------------- | --------- |
| 2010 | Cantora Internacional - Com Miley Cyrus               | Vencedora |
| 2010 | Música Internacional - Com Party in the U.S.A.        | Vencedora |
| 2010 | Melhor Seriado - Com Hannah Montana                   | Indicada  |
| 2010 | Filme do Ano - Com A Última Música                    | Indicada  |
| 2010 | Melhor Beijo de Ficção - Com A Última Música          | Indicada  |
| 2010 | Diva do Ano - Com Miley Cyrus                         | Vencedora |
| 2010 | Melhor Livro do Ano - Com A Última Música             | Vencedora |
| 2010 | Melhor Capa da Capricho - Com Miley Cyrus             | Indicada  |
| 2011 | Melhor Show - Com Miley Cyrus                         | Vencedora |
| 2012 | Mais Estilosa - Com Miley Cyrus                       | Indicada  |
| 2012 | Bapho do Ano - Com Miley Cyrus                        | Indicada  |
| 2012 | Melhor Casal Real - Com Miley Cyrus & Liam Hemsworth  | Vencedora |
| 2012 | Melhor Twitter - Com @MileyCyrus                      | Indicada  |
| 2013 | Cantora Internacional - Com Miley Cyrus               | Indicada  |
| 2013 | Hit Internacional - Com We Can't Stop                 | Indicada  |
| 2013 | Melhor Clipe - Com We Can't Stop                      | Indicada  |
| 2013 | Bapho do Ano - Com Miley Cyrus no VMA                 | Vencedora |
| 2013 | Troféu Vai e Volta - Com Miley Cyrus e Liam Hemsworth | Indicada  |
| 2013 | Melhor Capa da Capricho - Com Miley Cyrus             | Indicada  |
| 2013 | Melhor Twitter - Com @MileyCyrus                      | Indicada  |
| 2013 | Fã-clube do Ano - Com Smilers                         | Indicada  |

## City Of Hope
| Ano  | Categoria                          | Resultado |
| ---- | ---------------------------------- | --------- |
| 2009 | Espírito de Vida - Com Miley Cyrus | Vencedora |

## Clio Awards
| Ano  | Categoria                                                            | Resultado |
| ---- | -------------------------------------------------------------------- | --------- |
| 2013 | Bronze Filme Musical - Com "VEVO Tour Expose: Miley Cyrus - Bangerz" | Vencedora |
| 2021 | Bronze Music Video - Com "Mother's Daughter"                         | Vencedora |

## Disney Awards

### Radio Disney Music Awards
| Ano  | Categoria                                                                   | Resultado |
| ---- | --------------------------------------------------------------------------- | --------- |
| 2006 | Melhor Artista Feminina - Com "Miley Cyrus"                                 | Vencedora |
| 2006 | Estrela de TV Favorita - Com "Miley Cyrus"                                  | Vencedora |
| 2006 | Melhor Música - Com "The Best of Both Worlds"                               | Vencedora |
| 2006 | Melhor Novo Artista - Com "Miley Cyrus"                                     | Vencedora |
| 2006 | Melhor Música para ouvir enquanto se arruma para escola - Com "I Got Nerve" | Vencedora |
| 2006 | Melhor Música para karaokê - Com "The Best of Both Worlds"                  | Indicada  |
| 2006 | Melhor Vídeo - Com "The Best of Both Worlds"                                | Indicada  |
| 2006 | Melhor Música para acordar - Com "The Best of Both Worlds"                  | Indicada  |
| 2006 | Melhor Música para colocar no "repeat" - Com "The Best of Both Worlds"      | Vencedora |
| 2006 | Cantora mais elegante - Com "Miley Cyrus"                                   | Indicada  |

## Do Something Awards
| Ano  | Categoria                 | Resultado |
| ---- | ------------------------- | --------- |
| 2012 | Twitter - Com @MileyCyrus | Indicada  |

## Emmy Awards
| Ano  | Categoria                                       | Resultado |
| ---- | ----------------------------------------------- | --------- |
| 2007 | Melhor Programa Infantil - Com "Hannah Montana" | Indicada  |
| 2008 | Melhor Programa Infantil - Com "Hannah Montana" | Indicada  |
| 2010 | Melhor Programa Infantil - Com "Hannah Montana" | Indicada  |

## Ev.gerard Music Awards
| Ano  | Categoria                                          | Resultado |
| ---- | -------------------------------------------------- | --------- |
| 2011 | Melhor Vídeo Adolescente - Com "Who Owns My Heart" | Vencedora |

## Flecking Awards
| Ano  | Categoria                                    | Resultado |
| ---- | -------------------------------------------- | --------- |
| 2011 | História Mais Chocante - Com "Miley Cyrus"   | Indicada  |
| 2011 | Mais Chata - Com "Miley Cyrus"               | Indicada  |
| 2011 | Mais Estilosa - Com "Miley Cyrus"            | Vencedora |
| 2011 | Estrela que amamos odiar - Com "Miley Cyrus" | Indicada  |
| 2011 | Coloque alguma roupa! - Com "Miley Cyrus"    | Vencedora |
| 2011 | Melhor Atriz de TV - Com "Miley Cyrus"       | Indicada  |
| 2011 | Melhor Álbum - Com "Can't Be Tamed"          | Vencedora |
| 2011 | Melhor Série - Com "Hannah Montana"          | Indicada  |
| 2011 | Melhor Vídeo - Com "Can't Be Tamed"          | Vencedora |

## Gaffa Priset Awards
| Ano  | Categoria                                        | Resultado |
| ---- | ------------------------------------------------ | --------- |
| 2013 | Artista Internacional do Ano - Com "Miley Cyrus" | Vencedora |

## German Bravo Otto
| Ano  | Categoria                                          | Resultado |
| ---- | -------------------------------------------------- | --------- |
| 2008 | Estrela de TV - Com "Hannah Montana"               | Vencedora |
| 2008 | Cantora Favorita - Com "Miley Cyrus"               | Vencedora |
| 2009 | Atriz Favorita de TV - Com "Hannah Montana"        | Vencedora |
| 2009 | Cantora Favorita - Com "Miley Cyrus"               | Vencedora |
| 2010 | Melhor Estrela de um Filme - Com "A Última Música" | Vencedora |
| 2013 | Sexy Babe                                          | Vencedora |
| 2013 | Superstar                                          | Indicada  |

## Global Action Awards
| Ano  | Categoria                                                | Resultado |
| ---- | -------------------------------------------------------- | --------- |
| 2011 | Liderança Juvenil em uma Ação Global - Com "Miley Cyrus" | Vencedora |

## Golden Globe Awards
| Ano  | Categoria                                           | Resultado |
| ---- | --------------------------------------------------- | --------- |
| 2008 | Melhor Canção Original - Com "I Thought I Lost You" | Indicada  |

## Golden Raspberry Awards
| Ano  | Categoria                                  | Resultado |
| ---- | ------------------------------------------ | --------- |
| 2009 | Pior Atriz - Com "Hannah Montana: O Filme" | Indicada  |
| 2010 | Pior Atriz - Com "A Última Música"         | Indicada  |

## Gracie Allen Award
| Ano  | Categoria                                                         | Resultado |
| ---- | ----------------------------------------------------------------- | --------- |
| 2008 | Liderança Feminina em uma Série de Comédia - Com "Hannah Montana" | Vencedora |
| 2009 | Liderança Feminina em uma Série de Comédia - Com "Hannah Montana" | Vencedora |

## Grammy Awards
| Ano  | Categoria                                                        | Resultado |
| ---- | ---------------------------------------------------------------- | --------- |
| 2015 | Melhor Álbum Vocal Pop - Com "Bangerz"                           | Indicada  |
| 2021 | Álbum do Ano - Com "Montero"                                     | Indicada  |
| 2024 | Álbum do Ano - Com "Endless Summer Vacation"                     | Indicada  |
| 2024 | Gravação do Ano - Com "Flowers"                                  | Venceu    |
| 2024 | Canção do Ano - Com "Flowers"                                    | Indicada  |
| 2024 | Melhor Álbum Vocal Pop - Com "Endless Summer Vacation"           | Indicada  |
| 2024 | Melhor Performance Solo Pop - Com "Flowers"                      | Venceu    |
| 2024 | Melhor Performance de Grupo/Dupla Pop - Com "Thousand Miles"     | Indicada  |
| 2025 | Melhor Performance de Grupo/Dupla Country - Com "II Most Wanted" | Venceu    |

## iHeartRadio Music Awards
| Ano  | Categoria                                  | Resultado |
| ---- | ------------------------------------------ | --------- |
| 2014 | Melhor Letra - Com "Wrecking Ball"         | Vencedora |
| 2018 | Best Fan Army - Com "Smilers"              | Indicada  |
| 2018 | Vídeo do Ano - Com "Malibu"                | Indicada  |
| 2018 | Pet Mais Fofo - Com "Pig Pig"              | Indicada  |
| 2021 | Melhor Música Cover - Com "Heart of Glass" | Indicada  |

## J-14 Teen Icon Awards
| Ano  | Categoria                                                                | Resultado |
| ---- | ------------------------------------------------------------------------ | --------- |
| 2010 | Melhor Casal - Com "Miley Cyrus" & "Liam Hemsworth"                      | Vencedora |
| 2010 | Melhor Atriz - Com "A Última Música"                                     | Vencedora |
| 2010 | Ícone de Tendências - Com "Miley Cyrus"                                  | Indicada  |
| 2010 | Melhor Estrela Feminina - Com "Miley Cyrus"                              | Vencedora |
| 2010 | Ícone do Ano - Com "Miley Cyrus"                                         | Indicada  |
| 2011 | Melhor Casal - Com "Miley Cyrus" & "Liam Hemsworth"                      | Vencedora |
| 2011 | Ícone do Twitter - Com "@MileyCyrus"                                     | Vencedora |
| 2011 | Ícone de Bom Coração - Com "Starkey Hearing Foundation"                  | Vencedora |
| 2012 | Melhor Casal - Com "Miley Cyrus" & "Liam Hemsworth"                      | Vencedora |
| 2012 | Ícone do Twitter - com "@MileyCyrus"                                     | Vencedora |
| 2012 | Ícone de Tendências - Com "Miley Cyrus"                                  | Vencedora |
| 2012 | Melhor Vídeo de Música - Com "You're Gonna Make Me Lonesome When You Go" | Indicada  |
| 2012 | Melhor Estrela Feminina - Com "Miley Cyrus"                              | Vencedora |
| 2012 | Ícone do Ano - Com "Miley Cyrus"                                         | Indicada  |
| 2013 | Melhor Estrela Feminina - Com "Miley Cyrus"                              | Vencedora |
| 2013 | Melhor Vídeo de Música - Com "Wrecking Ball"                             | Vencedora |
| 2013 | Melhor Cantora - Com "Miley Cyrus"                                       | Vencedora |
| 2013 | Ícone do Twitter - Com "@MileyCyrus"                                     | Vencedora |
| 2013 | Ícone Rebelde - Com "Miley Cyrus"                                        | Vencedora |
| 2013 | Melhor Fandom - Com "Smilers"                                            | Vencedora |
| 2013 | Ícone do Ano - Com "Miley Cyrus"                                         | Vencedora |

## Latin Italian Music Awards
| Ano  | Categoria                                          | Resultado |
| ---- | -------------------------------------------------- | --------- |
| 2013 | Música Internacional do Ano - Com "Wrecking Ball"  | Vencedora |
| 2013 | Artista Feminina Internacional - Com "Miley Cyrus" | Vencedora |
| 2013 | Vídeo Internacional do Ano - Com "We Can't Stop"   | Vencedora |

## LGBT LA Center Awards
| Ano  | Categoria        | Resultado |
| ---- | ---------------- | --------- |
| 2015 | Prêmio Vanguarda | Vencedora |

## LOS40 Music Awards
| Ano  | Categoria                                                      | Resultado |
| ---- | -------------------------------------------------------------- | --------- |
| 2014 | Música Internacional do Ano - Com "Wrecking Ball"              | Indicado  |
| 2014 | Vídeo Internacional do Ano - Com "Wrecking Ball"               | Indicado  |
| 2019 | Artista Internacional do Ano - Com Miley Cyrus                 | Indicado  |
| 2019 | Vídeo Internacional do Ano - Com "Nothing Breaks Like a Heart" | Indicado  |

## Make-a-Wish Foundation
| Ano  | Categoria                           | Resultado |
| ---- | ----------------------------------- | --------- |
| 2012 | Prêmio Especial - Com "Miley Cyrus" | Vencedora |

## Maxim Magazine Award
| Ano  | Categoria                                     | Resultado |
| ---- | --------------------------------------------- | --------- |
| 2013 | Mulher Mais Sexy do Mundo - Com "Miley Cyrus" | Vencedora |

## MTV Awards

### MTV Movie Awards
| Ano  | Categoria                                                    | Resultado |
| ---- | ------------------------------------------------------------ | --------- |
| 2009 | Melhor Canção de Filme - Com "The Climb"                     | Vencedora |
| 2009 | Melhor Nova Atuação Feminina - Com "Hannah Montana: O Filme" | Indicada  |
| 2010 | Melhor Canção de Filme - Com "When I Look at You"            | Indicada  |

### MTV Video Music Awards
| Ano  | Indicação               | Categoria              | Resultado |
| ---- | ----------------------- | ---------------------- | --------- |
| 2008 | Miley Cyrus             | Artista Revelação      | Indicada  |
| 2009 | 7 Things                | Melhor Edição          | Indicada  |
| 2013 | We Can't Stop           | Melhor Vídeo Pop       | Indicada  |
| 2013 | We Can't Stop           | Melhor Vídeo Feminino  | Indicada  |
| 2013 | We Can't Stop           | Melhor Edição          | Indicada  |
| 2013 | We Can't Stop           | Melhor Música do Verão | Indicada  |
| 2014 | Wrecking Ball           | Melhor Direção         | Indicada  |
| 2014 | Wrecking Ball           | Vídeo do Ano           | Vencedora |
| 2015 | Miley Cyrus             | Prêmio Especial        | Vencedora |
| 2017 | Malibu                  | Melhor Vídeo Pop       | Indicada  |
| 2019 | Mother's Daughter       | Melhor Música do Verão | Indicada  |
| 2019 | Mother's Daughter       | Melhor Hino Poderoso   | Indicada  |
| 2020 | Mother's Daughter       | Melhor Edição          | Vencedora |
| 2020 | Mother's Daughter       | Melhor Direção de Arte | Vencedora |
| 2020 | Midnight Sky            | Melhor Música do Verão | Indicada  |
| 2021 | Prisoner                | Melhor Colaboração     | Indicada  |
| 2021 | Prisoner                | Melhor Edição          | Indicada  |
| 2023 | Flowers                 | Clipe do Ano           | Indicada  |
| 2023 | Flowers                 | Música do Ano          | Indicada  |
| 2023 | Flowers                 | Melhor Clipe Pop       | Indicada  |
| 2023 | Flowers                 | Melhor Cinematografia  | Indicada  |
| 2023 | River                   | Melhor Edição          | Indicada  |
| 2023 | Endless Summer Vacation | Álbum do Ano           | Indicada  |

### MTV Europe Music Awards
| Ano  | Categoria                                              | Resultado |
| ---- | ------------------------------------------------------ | --------- |
| 2008 | Artista Revelação - Com "Miley Cyrus"                  | Indicada  |
| 2010 | Melhor Artista Feminina - Com "Miley Cyrus"            | Indicada  |
| 2010 | Melhor Artista Pop - Com "Miley Cyrus"                 | Indicada  |
| 2013 | Melhor Artista Feminina - Com "Miley Cyrus"            | Indicada  |
| 2013 | Melhor Artista Pop - Com "Miley Cyrus"                 | Indicada  |
| 2013 | Melhor Clipe - Com "Wrecking Ball"                     | Vencedora |
| 2013 | Melhor Artista Americana - Com "Miley Cyrus"           | Vencedora |
| 2014 | Melhor Artista Pop - Com "Miley Cyrus"                 | Indicada  |
| 2015 | Melhor Artista Feminina - Com "Miley Cyrus"            | Indicada  |
| 2017 | Melhor Artista Feminina - Com "Miley Cyrus"            | Indicada  |
| 2019 | Melhor Artista - Com "Miley Cyrus"                     | Indicada  |
| 2019 | Melhor Colaboração - Com "Nothing Breaks Like a Heart" | Indicada  |
| 2020 | Melhor Artista - Com "Miley Cyrus"                     | Indicada  |

MTV Millennial Awards Brazil
| Ano  | Categoria                                  | Resultado |
| ---- | ------------------------------------------ | --------- |
| 2021 | Hit Global - Com "Midnight Sky"            | Indicada  |
| 2021 | Colaboração Internacional - Com "Prisoner" | Indicada  |

### MTV Video Music Awards Latin America
| Ano  | Categoria                                            | Resultado |
| ---- | ---------------------------------------------------- | --------- |
| 2008 | Melhor Revelação Internacional - Com "Miley Cyrus"   | Vencedora |
| 2009 | Melhor Fashionista Feminina - Com "Miley Cyrus"      | Indicada  |
| 2009 | Melhor Artista Pop Internacional - Com "Miley Cyrus" | Indicada  |
| 2014 | Estrela Global do Instagram - Com "@MileyCyrus"      | Vencedora |

### MTV Video Music Brasil
| Ano  | Categoria                                        | Resultado |
| ---- | ------------------------------------------------ | --------- |
| 2008 | Melhor Artista Internacional - Com "Miley Cyrus" | Indicada  |
| 2009 | Melhor Artista Internacional - Com "Miley Cyrus" | Vencedora |
| 2009 | Melhor Álbum Internacional - Com "Breakout"      | Vencedora |

### MTV Video Music Awards Japan
| Ano  | Categoria                                        | Resultado |
| ---- | ------------------------------------------------ | --------- |
| 2014 | Melhor Videoclipe Feminino - Com "We Can't Stop" | Vencedora |

MTV Video Play Awards
| Ano  | Categoria                                 | Resultado |
| ---- | ----------------------------------------- | --------- |
| 2012 | #56 - Com "Who Owns My Heart"             | Vencedora |
| 2014 | #16 - Com "Wrecking Ball"                 | Vencedora |
| 2014 | #32 - Com "Feelin' Myself"                | Vencedora |
| 2019 | #13 - Com - "Nothing Breaks Like a Heart" | Vencedora |

## MuchMusic Video Awards
| Ano  | Categoria                                                   | Resultado |
| ---- | ----------------------------------------------------------- | --------- |
| 2008 | Melhor Videoclipe Internacional - Com "Start All Over"      | Indicada  |
| 2009 | Melhor Videoclipe Internacional - Com "The Climb"           | Indicada  |
| 2010 | Melhor Videoclipe Internacional - Com "Party in the U.S.A." | Vencedora |
| 2014 | Melhor Videoclipe Internacional - Com "Wrecking Ball"       | Indicada  |

## Music Choice Awards
| Ano  | Categoria                                          | Resultado |
| ---- | -------------------------------------------------- | --------- |
| 2013 | Melhor Artista Feminina do Ano - Com "Miley Cyrus" | Vencedora |

## National Music Publishers’ Association
| Ano  | Categoria                      | Resultado |
| ---- | ------------------------------ | --------- |
| 2017 | Ouro - Malibu                  | Vencedora |
| 2017 | Platina - Malibu               | Vencedora |
| 2018 | Ouro - "We Can't Stop"         | Vencedora |
| 2018 | Ouro - "FU"                    | Vencedora |
| 2018 | Ouro - "Do My Thang"           | Vencedora |
| 2018 | Platina - "We Can't Stop"      | Vencedora |
| 2018 | Multiplatina - "Wrecking Ball" | Vencedora |
| 2019 | Multiplatina - "Malibu"        | Vencedora |

## New Music Awards
| Ano  | Categoria                            | Resultado |
| ---- | ------------------------------------ | --------- |
| 2009 | AC Female Artist - Com "Miley Cyrus" | Vencedora |

## Nickelodeon Awards

### Kids' Choice Awards
| Ano  | Categoria                                               | Resultado |
| ---- | ------------------------------------------------------- | --------- |
| 2007 | Melhor Atriz de TV - Com "Hannah Montana"               | Vencedora |
| 2008 | Melhor Atriz de TV - Com "Hannah Montana"               | Vencedora |
| 2008 | Melhor Cantora - Com "Miley Cyrus"                      | Vencedora |
| 2009 | Melhor Cantora - Com "Miley Cyrus"                      | Vencedora |
| 2009 | Melhor Dublagem Para Uma Animação - Com "Bolt"          | Indicada  |
| 2009 | Melhor Programa de TV - Com "Hannah Montana"            | Indicada  |
| 2009 | Melhor Atriz de TV - Com "Hannah Montana"               | Indicada  |
| 2010 | Melhor Atriz de TV - Com "Hannah Montana"               | Indicada  |
| 2010 | Melhor Atriz de Filme - Com "Hannah Montana: The Movie" | Vencedora |
| 2010 | Melhor Música - Com "Party in the USA"                  | Indicada  |
| 2010 | Melhor Cantora - Com "Miley Cyrus"                      | Indicada  |
| 2011 | Melhor Atriz de TV - Com "Hannah Montana"               | Indicada  |
| 2011 | Melhor Atriz de Filme - Com "A Última Música"           | Vencedora |
| 2011 | Melhor Cantora - Com "Miley Cyrus"                      | Indicada  |
| 2014 | Melhor Música - Com "Wrecking Ball"                     | Indicada  |

### Australian Kids' Choice Awards
| Ano  | Categoria                                                 | Resultado |
| ---- | --------------------------------------------------------- | --------- |
| 2008 | Melhor Cantora Internacional - Com "Miley Cyrus"          | Vencedora |
| 2008 | Melhor Estrela de TV Internacional - Com "Hannah Montana" | Vencedora |
| 2009 | Melhor Cantora Internacional - Com "Miley Cyrus"          | Indicada  |
| 2009 | Melhor Estrela de TV Internacional - Com "Hannah Montana" | Indicada  |
| 2010 | Melhor Atriz de Filme - Com "A Última Música"             | Vencedora |
| 2010 | Melhor beijo de Filme - Com "A Última Música"             | Vencedora |

### UK's Kids' Choice Awards
| Ano  | Categoria                                 | Resultado |
| ---- | ----------------------------------------- | --------- |
| 2007 | Melhor Atriz de TV - Com "Hannah Montana" | Indicada  |
| 2008 | Melhor Atriz de TV - Com "Hannah Montana" | Vencedora |

### Nickelodeon Kids' Choice Awards Argentina
| Ano  | Categoria                                          | Resultado |
| ---- | -------------------------------------------------- | --------- |
| 2011 | Artista Internacional Favorita - Com "Miley Cyrus" | Indicada  |

### Nickelodeon Kids' Choice Awards Mexico
| Ano  | Categoria                                                                      | Resultado |
| ---- | ------------------------------------------------------------------------------ | --------- |
| 2010 | Personagem Feminino Favorito de uma Série Internacional - Com "Hannah Montana" | Indicada  |

## NRJ Music Awards
| Ano  | Categoria                                        | Resultado |
| ---- | ------------------------------------------------ | --------- |
| 2013 | Melhor Videoclipe - Com "Wrecking Ball"          | Indicada  |
| 2013 | Melhor PopStar Internacional - Com "Miley Cyrus" | Indicada  |

## Official Charts Awards
Official Number 1 Awards
| Ano  | Categoria           | Resultado |
| ---- | ------------------- | --------- |
| 2013 | Com "We Can't Stop" | Vencedora |
| 2013 | Com "Wrecking Ball" | Vencedora |
| 2013 | Com "Bangerz"       | Vencedora |

## Official Vedafone Big Top 40
| Ano  | Categoria                         | Resultado |
| ---- | --------------------------------- | --------- |
| 2018 | Com "Nothing Breaks Like a Heart" | Vencedora |
| 2020 | Com "Midnight Sky"                | Vencedora |

## People's Choice Awards
| Ano  | Categoria                                            | Resultado |
| ---- | ---------------------------------------------------- | --------- |
| 2008 | Estrela Favorita com menos de 35 - Com "Miley Cyrus" | Indicada  |
| 2009 | Estrela Favorita - Com "Mil Cyrus"                   | Indicada  |
| 2010 | Atriz Revelação Favorita - Com "Miley Cyrus"         | Vencedora |
| 2010 | Celebridade Favorita da Web - Com "Miley Cyrus"      | Indicada  |
| 2012 | Álbum Mais Esperado do Ano - Com "Miley Cyrus"       | Vencedora |
| 2014 | Melhor Videoclipe - Com "Wrecking Ball"              | Indicada  |
| 2014 | Melhor Álbum - Com "Bangerz"                         | Indicada  |
| 2019 | Melhor celebridade social - Com ''Miley Cyrus''      | Indicada  |
| 2019 | Melhor artista feminina - Com ''Miley Cyrus''        | Indicada  |

## Pollstar Concert Industry Awards
| Ano  | Categoria               | Resultado |
| ---- | ----------------------- | --------- |
| 2007 | Best New Touring Artist | Vencedora |

## Shot Music Awards
| Ano  | Categoria                        | Resultado |
| ---- | -------------------------------- | --------- |
| 2012 | Estrela Shot - Com "Miley Cyrus" | Vencedora |

## Shorty Awards
| Ano  | Categoria                                            | Resultado |
| ---- | ---------------------------------------------------- | --------- |
| 2012 | Celebridade - Com "Miley Cyrus"                      | Indicada  |
| 2012 | Atriz - Com "Miley Cyrus"                            | Indicada  |
| 2012 | Cantora - Com "Miley Cyrus"                          | Indicada  |
| 2012 | O Melhor Número 1 na Mídia Social - Com "Miley Cyrus | Vencedora |
| 2012 | Música - Com "Miley Cyrus"                           | Indicada  |
| 2012 | Celebridade - Com "Miley Cyrus"                      | Indicada  |
| 2012 | Caridade - Com "Miley Cyrus"                         | Indicada  |
| 2012 | Herói - Com "Miley Cyrus"                            | Indicada  |
| 2012 | Moda - Com "Miley Cyrus"                             | Indicada  |
| 2012 | Comediante - Com "Miley Cyrus"                       | Indicada  |
| 2012 | Design - Com "Miley Cyrus"                           | Indicada  |
| 2012 | Filme - Com "Miley Cyrus"                            | Indicada  |
| 2012 | TV Show - Com "Miley Cyrus"                          | Indicada  |
| 2012 | Fã-site - Com "MileyOnline.com"                      | Indicada  |

## Teen Choice Awards
| Ano  | Categoria                                                                         | Resultado |
| ---- | --------------------------------------------------------------------------------- | --------- |
| 2006 | Atriz de TV Revelação - Com "Miley Cyrus"                                         | Indicada  |
| 2007 | Melhor Atriz de TV: Comédia - Com "Miley Cyrus"                                   | Vencedora |
| 2007 | Melhor Artista de Verão - Com "Miley Cyrus"                                       | Vencedora |
| 2007 | Melhor Programa de TV: Comédia - Com "Hannah Montana"                             | Vencedora |
| 2008 | Melhor Programa de TV: Comédia - Com "Hannah Montana"                             | Vencedora |
| 2008 | Melhor Atriz de TV: Comédia - Com "Miley Cyrus"                                   | Vencedora |
| 2008 | Melhor Single - Com "See You Again"                                               | Indicada  |
| 2008 | Melhor Música de Verão - Com "7 Things"                                           | Indicada  |
| 2008 | Melhor Cantora - Com "Miley Cyrus"                                                | Vencedora |
| 2008 | Fãs Fanáticos - Com "Smilers"                                                     | Indicada  |
| 2009 | Melhor Programa de TV: Comédia - Com "Hannah Montana"                             | Vencedora |
| 2009 | Melhor Filme - Com "Hannah Montana: O Filme"                                      | Indicada  |
| 2009 | Melhor Atriz de TV: Comédia - Com "Miley Cyrus"                                   | Vencedora |
| 2009 | Melhor Atriz de Filme: Muscial/Dança - Com "Miley Cyrus"                          | Vencedora |
| 2009 | Melhor Filme: Muscial/Dança - Com "Hannah Montana: The Movie"                     | Indicada  |
| 2009 | Melhor Beijo de Filme: Miley Cyrus e Lucas Till - Com "Hannah Montana: The Movie" | Indicada  |
| 2009 | Melhor Vestido do Tapete Vermelho - Com "Miley Cyrus"                             | Vencedora |
| 2009 | Melhor Single - Com "The Climb"                                                   | Vencedora |
| 2009 | Melhor Cantora - Com "Miley Cyrus"                                                | Vencedora |
| 2009 | Mulher Mais Sexy - Com "Miley Cyrus"                                              | Indicada  |
| 2009 | Ícone do Tapete Vermelho - Com "Miley Cyrus"                                      | Indicada  |
| 2010 | Melhor Filme: Muscial/Dança - Com "A Última Música"                               | Indicada  |
| 2010 | Melhor Química: "Miley Cyrus" e "Liam Hemsworth" - Com "A Última Música"          | Indicada  |
| 2010 | Melhor Beijo de Filme: "Miley Cyrus" e "Liam Hemsworth" - Com "A Última Música"   | Indicada  |
| 2010 | Melhor Atriz Dramatica: "Miley Cyrus" - Com "A Última Música"                     | Indicada  |
| 2010 | Melhor Chilique: "Miley Cyrus" - Com "A Última Música"                            | Vencedora |
| 2010 | Melhor Cantora - Com "Miley Cyrus"                                                | Indicada  |
| 2010 | Melhor Música Romântica - Com "When I Look at You"                                | Vencedora |
| 2010 | Melhor Sinlge - Com "Can't Be Tamed"                                              | Indicada  |
| 2010 | Estrela Musical do Verão: "Miley Cyrus"                                           | Indicada  |
| 2010 | Melhor Linha de Roupas: "Miley Cyrus" - Com "Miley & Max"                         | Vencedora |
| 2010 | Ícone do Tapete Vermelho: "Miley Cyrus"                                           | Indicada  |
| 2010 | Fãs Fanáticos - Com "Smilers"                                                     | Indicada  |
| 2011 | Melhor Atriz de TV: Comédia - Com "Miley Cyrus"                                   | Indicada  |
| 2011 | Ícone do Tapete Vermelho                                                          | Indicada  |
| 2012 | Ícone Fashion Feminino                                                            | Vencedora |
| 2012 | Atriz de Cinema: Românce: "Miley Cyrus": -Com "LOLA"                              | Indicada  |
| 2012 | Mulher Mais Sexy                                                                  | Vencedora |
| 2012 | Twitter Favorito                                                                  | Indicada  |
| 2013 | Single de um Artista Feminino - com "We Can't Stop"                               | Indicada  |
| 2013 | Arista Feminina que Roubou a Cena - com "Two and a Half Men"                      | Vencedora |
| 2013 | Mulher Mais Sexy - com "Miley Cyrus"                                              | Indicada  |
| 2013 | Música do Verão - com "We Can't Stop"                                             | Vencedora |
| 2013 | Estrela Musical do Verão - com "Miley Cyrus"                                      | Indicada  |
| 2013 | Ícone Fashion Feminino - com "Miley Cyrus"                                        | Vencedora |
| 2014 | Melhor Cantora - Com "Miley Cyrus"                                                | Indicada  |
| 2014 | Melhor Instagram - Com "@MileyCyrus"                                              | Vencedora |
| 2015 | Mulher Mais Sexy - Com "Miley Cyrus"                                              | Indicado  |
| 2017 | Ultimate Choice (Prêmio Especial)                                                 | Venceu    |

## Telehit Premios
| Ano  | Categoria                                                | Resultado |
| ---- | -------------------------------------------------------- | --------- |
| 2011 | Melhor Artista Juvenil Internacional - Com "Miley Cyrus" | Indicada  |

## Vevo Certified
| Ano  | Categoria                                                         | Resultado |
| ---- | ----------------------------------------------------------------- | --------- |
| 2013 | 100 milhões de visualizações - Com Wrecking Ball                  | Venceu    |
| 2013 | 100 milhões de visualizações - Com We Can't Stop                  | Venceu    |
| 2013 | 100 milhões de visualizações - Com Party in the U.S.A.            | Venceu    |
| 2013 | 100 milhões de visualizações - Com 7 Things                       | Venceu    |
| 2013 | 100 milhões de visualizações - Com Can't Be Tamed                 | Venceu    |
| 2014 | 100 milhões de visualizações - Com When I Look at You             | Venceu    |
| 2014 | 100 milhões de visualizações - Com Who Owns My Heart              | Venceu    |
| 2015 | 100 milhões de visualizações - Com Adore You                      | Venceu    |
| 2017 | 100 milhões de visualizações - Com Wrecking Ball (Director's Cut) | Venceu    |
| 2017 | 100 milhões de visualizações - Com Malibu                         | Venceu    |
| 2019 | 100 milhões de visualizações - Com Nothing Breaks Like a Heart    | Venceu    |
| 2020 | 100 milhões de visualizações - Com Mother's Daughter\|            | Venceu    |
| 2020 | 100 milhões de visualizações - Com Fly on the Wall                | Venceu    |
| 2020 | 100 milhões de visualizações - Com We Can't Stop (Director's Cut) | Venceu    |
| 2020 | 100 milhões de visualizações - Com Midnight Sky                   | Venceu    |

## Virgin Media Music Awards
| Ano  | Categoria                     | Resultado |
| ---- | ----------------------------- | --------- |
| 2011 | Mais Gata - Com "Miley Cyrus" | Indicada  |

## Young Artist Awards
| Ano  | Categoria                                                                   | Resultado |
| ---- | --------------------------------------------------------------------------- | --------- |
| 2008 | Melhor Atuação em uma Serie de TV - Com "Hannah Montana"                    | Vencedora |
| 2008 | Melhor Performance de um elenco jovem em série de TV - Com "Hannah Montana" | Indicada  |
| 2009 | Melhor Atuação em uma Serie de TV - Com "Hannah Montana"                    | Indicada  |
| 2010 | Melhor Atuação em uma Serie de TV - Com "Hannah Montana"                    | Indicada  |

## YouTube Music Awards
| Ano  | Categoria                          | Resultado |
| ---- | ---------------------------------- | --------- |
| 2013 | Vídeo do Ano - Com "We Can't Stop" | Indicada  |
| 2015 | Honored artist                     | Vencedora |

## Webby Awards
| Ano  | Categoria                                       | Resultado |
| ---- | ----------------------------------------------- | --------- |
| 2020 | Special Achievement Award - Com "Bright Minded" | Vencedora |

## World Music Awards
| Ano  | Categoria                                               | Resultado |
| ---- | ------------------------------------------------------- | --------- |
| 2014 | Melhor Música do Mundo - Com "Adore You"                | Indicada  |
| 2014 | Melhor Música do Mundo - Com "Wrecking Ball"            | Indicada  |
| 2014 | Melhor Música do Mundo - Com "We Can't Stop"            | Indicada  |
| 2014 | Melhor Videoclipe do Mundo - Com "Wrecking Ball"        | Vencedora |
| 2014 | Melhor Videoclipe do Mundo - Com "We Can't Stop"        | Indicada  |
| 2014 | Melhor Videoclipe do Mundo - Com "Adore You"            | Indicada  |
| 2014 | Melhor Artista Feminina do Mundo - Com "Miley Cyrus"    | Vencedora |
| 2014 | Melhor Performance Ao Vivo do Mundo - Com "Miley Cyrus" | Indicada  |
| 2014 | Melhor Anfitrião do Mundo - Com "Miley Cyrus"           | Indicada  |
| 2014 | Melhor Artista Pop do Mundo - Com "Miley Cyrus"         | Vencedora |
| 2014 | Melhor Álbum do Mundo - Com "Bangerz"                   | Indicada  |

## Prêmios por ano

### 2006
- 7 Radio Disney Music Awards

Total: 7

### 2007
- 1 Kids' Choice Awards
- 3 Teen Choice Awards

Total: 4

### 2008
- 1 BMI Awards
- 1 Gracie Allen Award
- 2 Kids' Choice Awards
- 2 Australian Kids' Choice Awards
- 1 UK's Kids' Choice Awards
- 1 MTV Video Music Awards Latin America
- 1 Young Artist Awards
- 3 Teen Choice Awards

Totais: 12

### 2009
- 1 Billboard Touring Awards
- 2 German Bravo Otto
- 1 Gracie Allen Award
- 1 Kids' Choice Awards
- 1 MTV Movie Awards
- 2 MTV Video Music Brasil
- 6 Teen Choice Awards
- 1 City Of Hope

Total: 15

### 2010
- 1 ASCAP Pop Music Awards / ASCAP Film and Television Music Awards
- 1 German Bravo Otto
- 4 Capricho Awards
- 3 J-14 Teen Icon Awards
- 1 Kids' Choice Awards
- 2 Australian Kids' Choice Awards
- 1 MuchMusic Video Awards
- 3 Teen Choice Awards
- 1 People's Choice Awards

Total: 17

### 2011
- 1 ASCAP Pop Music Awards / ASCAP Film and Television Music Awards
- 1 Capricho Awards
- 1 Ev.gerard Music Awards
- 1 Global Action Awards
- 3 J-14 Teen Icon Awards
- 1 Kids' Choice Awards
- 4 Flecking Awards

Total: 12

### 2012
- 1 Capricho Awards
- 2 Teen Choice Awards
- 1 Shorty Awards
- 4 J-14 Teen Icon Awards
- 1 Make-a-Wish Foundation
- 1 People's Choice Awards
- 1 Shot Music Awards
- 1 Shorty Awards

Total: 12

### 2013
- 1 BAMBI Awards
- 3 Billboard Mid-Year
- 1 Capricho Awards
- 7 J-14 Teen Icon Awards
- 1 Music Choice Awards
- 3 Teen Choice Awards
- 1 Maxim Magazine Award
- 2 Europe Music Awards
- 5 Vevo Certifieds

Total: 25

### 2014
- 1 Hot 100 March Madness
- 1 MTV Video Music Awards Latin America
- 2 Vevo Certifieds
- 1 Billboard Mid-Year
- 1 iHeartRadio Music Awards
- 2 Billboard Music Awards
- 4 World Music Awards
- 1 Video Music Awards Japan
- 1 Ziggo Dome Awards
- 1 Teen Choice Awards
- 1 MTV Millennial Awards
- 1 MTV Video Music Awards
- 1 amfAR The Foundation for AIDS Research

- Total: 18

#### 2015
- 1 VEVO Certified
- 1 YouTube Music Awards
- 1 amfAR The Foundation for AIDS Research
- 3 ASCAP's Pop Music Awards
- 1 VMA Especial
- 1 Youtube Music Awards
- 1 GLAAD Media Awards
- 3 J-14 Teen Choice Awards
- LGBT Vanguard Awards
- BMI Pop Awards

Total: 14

#### 2016
- 1  Variety Power Of Wome

Total = 1

#### 2017
- 1 Vevo Certified
- Ultimate Choice Award

Total 2 (Até o momento)

## Guinness World Records
| Ano  | Categoria                                             |
| ---- | ----------------------------------------------------- |
| 2011 | Adolescente que mais entrou para os charts mundias.   |
| 2012 | Adolescente com mais músicas nas paradas Americanas.  |
| 2012 | Adolescente mais procurada no twitter desde o início. |
| 2012 | Adolescente com mais álbuns em #1 em menos tempo.     |
| 2012 | Adolescente mais bem paga atualmente.                 |
| 2014 | Artista mais procurada na Internet.                   |

## Recordes e Honrarias
| Ano  | Categoria |
| ---- | --- |
| 2006 | Primeira pessoa a ficar milionária aos 14 anos. |
| 2007 | Artista que mais vendeu álbuns na gravadora Hollywood Records.                                                                                      |
| 2007 | Artista teen mais rica da atualidade, com mais de 150 milhões de dólares em seu patrimônio.                                                         |
| 2008 | Artista teen que mais vendeu álbuns nos Estados Unidos.                                                                                             |
| 2008 | "Best Of The Both Worlds Concert" é o documentário de uma cantora feminina com maior bilheteria nos cinemas.                                        |
| 2013 | "We Can't Stop" é o single que ficou por mais tempo consecutivo no topo da lista “Streaming Songs” da Billboard, permanecendo em #1 por 11 semanas. |
| 2013 | Artista que mais ficou no topo da “Streaming Songs” da Billboard, permanecendo em #1 por 22 semanas não consecutivas.                               |
| 2013 | Maior número de "mentions" por minuto no twitter durante sua performance no VMA 2013 (306 mil).                                                     |
| 2013 | "Wrecking Ball" e "We Can't Stop" foram, respectivamente, os videos mais assistidos da Vevo em 2013.                                                |
| 2013 | "We Can't Stop" foi considerada a música do ano em 2013, pela Billboard.                                                                            |
| 2014 | Primeira artista a ter três videos com mais de 400 milhões de visualizações no YouTube.                                                             |
| 2014 | Com exceção de "Can't Be Tamed" todos os álbuns de Cyrus são platina nos Estados Unidos.                                                            |